# الأخوية النسائية للأبد
الأخوّية النسائية للأبد: مختارات النساء للألفية الجديدة هي مجموعة من المقالات النسوية الراديكالية التي حررتها الناشطة النسوية روبن مورغان سنة 2003 في كتاب عبارة عن أكثر من ستين مقالة أصلية مكتوبة ساهمت بها خمسين ناشطة حقوقية.
كتاب الأخوّية النسائية للأبد: مختارات النساء للألفية الجديدة عبارة عن مختارات متابعة لكتاب الأخوية النسائية عالمية: أنثولوجيا الحركة النسائية العالمية الذي تم إصداره سنة 1984، والذ يعتبر بدوره متابعة لكتاب الأخوية النسائية قوة: أنثولوجيا الكتابة من حركة تحرير المرأة الذي تم إصداره سنة 1970.
يظهِر كتاب «الأخوّية النسائية للأبد» قراءات الحركة النسائية وتأكيداتها وإنجازاتها منذ عام 2003. وتتراوح المقالات بين لهجة من الأوساط العلمية إلى السرد وتوفر وجهات نظر متحفظة وليبرالية كما ينصب التركيز على الحركة النسائية في الولايات المتحدة، كما تتناول مقدمة الكتاب مشاكل المرأة وكونها لا تزال في حاجة إلى الحركة النسائية في القرن 21، مع توفير إحصاءات «مثيرة للقلق» حول وضع المرأة في الولايات المتحدة.
تعتبر مجلة أسبوعية الناشرين الكتاب «متعدد الأوجه وجذاب» وفقاً للمحررة الصحفية كاثي ديفيز، «يمكن رؤية لمسة روبن مورغان في جميع أنحاء الكتاب، مما يظهر إحساس واضح بالرؤية من خلال خياراتها من المقالات وحواشيها»، في حين شعر بعض المنتقدين بأن التركيز على الولايات المتحدة كان «إشكالياً» بينما شعر آخرون بأنه منطقي، خاصة في أعقاب أحداث 11 سبتمبر.